# Епімагматичні мінерали
Мінерали епімагматичні (рос. минералы эпимагматические, англ. epimagmatic minerals; нім. epimagmatische Minerale n pl) — те саме, що мінерали постмагматичні.
Тобто мінерали, що утворилися в магматичній породі внаслідок післямагматичних процесів.